# Distretto di Yuanbao
Il distretto di Yuanbao (元宝区S, Yuánbǎo QūP) è un distretto della Cina, situato nella provincia di Liaoning e amministrato dalla prefettura di Dandong.